# سرپسکی کرستور
سرپسکی کرستور (به صربی: Srpski Krstur) یک منطقهٔ مسکونی در صربستان است که در Novi Kneževac Municipality واقع شده‌است. سرپسکی کرستور ۱٬۶۲۰ نفر جمعیت دارد و ۷۵ متر بالاتر از سطح دریا واقع شده‌است.